# Степове (Білоцерківський район)
Степове́ (кол. Жидівчик, Буденівка) — село в Україні, у Тетіївській міській громаді Білоцерківського району Київської області. Розташоване за 20 км на південний схід від міста Тетіїв. Населення становить 680 осіб (станом на 1 липня 2021 р.).

## Історія
Сучасна назва села існує з 1958 р. З середини XVII ст. відоме як Слобода, згодом Жидівчик, з 1932 р. — Будьонівка.
2015 року на посаду сільського голови був переобраний Коваль Олег Іванович. На зупинці Високе (1,5 км від села) зупиняється поїзд Козятин-Жашків.

## Історія школи[3]
У вересні 1924 року була заснована школа в селі Жидівчик, в сільській хаті. Ще раніше була церковно-приходська школа. Нове приміщення школи було збудовано і відкрито у вересні 1929 року. Першими учнями, які переступили поріг школи були: Довбиш Н. К., Василишина Н. О., Сидоренко П. О., Сосюкало В. П., Вдовиченко Д. Т., Любарець С. М.
В першому класі навчалися різновікові учні: з 1916 року народження по 1923 рік народження. Наповнюваність класів була до 45 учнів. Знання учні отримували з розповіді вчителя. Першим директором був Горобінський Ф. В. В школі не було ні столів, ні парт. Учні сиділи на ослонах. Писали учні на підвіконниках і просто на підлозі. Підручників також не було. Першими вчителями були Фенюк О. О. — вчитель математики, Вронський С. Л. — вчитель початкових класів, Кривопуст — вчитель історії. У 1932 році село було перейменовано на Буденівку.
Назва села була пов'язана з іменем радянського воєначальника С. М. Будьонного, штаб армії якого знаходився в селі Жидівчик. Школа стала називатися Буденівською семирічкою.
1932—1933 роки були найтяжчими роками голодомору в с. Буденівка і учні, які залишилися живі навчалися у школі. Після голодомору живим залишився кожний четвертий учень школи. На той час у школі уже були дерев'яні парти і стіл для вчителя. Ні зошитів, ні підручників ще не було. Учні писали на обривках газет, клаптиках паперу. Щасливим був той учень, який мав зошит або листок паперу. Знання учні отримували зі слів учителя. Незважаючи на тяжкі умови, діти дуже хотіли учитися. Школою керував Жуков Василь Степанович 1932—1937 рр., на зміну йому прийшов Совгир Микола Ваніфатович — історик за фахом. Перед війною в школі працювали вчителі: Шевченко О. О. — вчитель молодших класів, Фенюк О. О. — вчитель української мови, Мельник М. Х. — вчитель фізкультури, Гук С. С. — вчитель хімії та фізики, Осауленко Ю. І. — вчитель біології, Вареник М. П. — вчитель початкових класів, Котик В. К. — вчитель початкових класів. Почалась Німецько-радянська війна. Навчання в школі призупинилось. Село було окуповане. Землю потрібно було обробляти, і всі учні змушені були разом з учителями працювати в полі.
Село Буденівка перейшло під радянський контроль 4 січня 1944 року. В село вступила Чехословацька армія під командуванням Людвіга Свободи. Школа перетворилась на шпиталь. Всіх поранених звозили до шпиталю, де їх підліковували, а вбитих і померлих від ран хоронили в братській могилі, яка знаходилась на шкільному подвір'ї. Після війни останки загиблих воїнів були перезахоронені в братській могилі с. П′ятигори. Не повернулись з війни вчителі Буденівської семирічки: Осауленко Ю. І., Гук С. С., Мельник М. Х., Вронський С. Л. А вчителі Рара Т. І., Розуменко Є. Д., Лищук М. І., Марінкевич Р. І., Фенюк О. О. повернулись з війни до рідного села і продовжили навчати підростаюче покоління. Приступили до роботи педагоги: Дедера О. Н., Ігумен В. П., Довбиш Н. К.,Козловська О. П., Тимошенко Я. П. В школі уціліло лише 12 парт і стіл учителя. 1 вересня за парти сіли діти-переростки і ті, яким на 1 вересня виповнилося 7 років.
Першим післявоєнним директором був Розуменко Євген Дорофійович, який пропрацював до 1950 року. В очолюваному ним колективі трудились молоді вчителі: Дедера О. Н. — вчителька української мови і літератури, Марінкевич Р. І. — вчитель географії, Рара Т. І. — вчитель історії, Михальченко Л. О. — вчителька початкових класів, Довбиш Н. К. — вчителька російської мови і літератури, Василишина Н. О. — вчителька біології. У післявоєнні роки учні писали і на паперових мішках і на газетах. Підручників не було, була лише одна книжка на клас, яка знаходилася в учителя. 13 березня педагогічний колектив очолив Устімович Михайло Ілліч за фахом учитель російської мови і літератури. Пропрацював у школі до 1956 року до виходу на пенсію по старості.1 липня 1956 року школу очолив Рара Г. І. Працював він на цій посаді аж до виходу на пенсію в 1972 р.
У 1958 році назва села змінилась. Із Буденівки село було перейменовано в Степове і школа стала носити назву Степівська восьмирічна школа. Покращилися умови навчання. Учні були вже забезпечені підручниками, зошитами, канцприладдям. Всі вчителі мали спеціальну підготовку. Школа була забезпечена обладнанням, навчальними посібниками, роздатковим матеріалом. У 1968 році на кошти місцевого колгоспу «Україна» було виготовлено документацію і розпочато будівництво нової двоповерхової школи. Учні і вчителі допомагали зводити новобудову і в січні 1972 року відбулось відкриття нової школи.
Новий 1972 рік весь педагогічний колектив на чолі з директором школи Рарою Г. І. зустрічали в новій школі. Заступником директора школи працював Нікулін Анатолій Антонович. В той час у школі працювали вчителі: Дедера О.Н, Марінк С. Р. — учителі української мови та літератури, Нікулін В. І. учитель російської мови та літератури, Бондаренко І. М. вчитель фізики та математики, Нікулін А. А. — заступник з НВР, учитель математики, Чайка І. П. — учитель музики та біології, Рара Н. О. — учитель географії, Ульянова Н. К. — учитель історії, Ліщук Л. І. — вчитель хімії, Шкорубко Б. В.- вчитель початкових класів, Сеник Г. Ф. — вчитель іноземної мови, Козловська О. А. — вчитель початкових класів, Беззобчук К. О. — вчитель початкових класів, Бондаренко Г. М. — вчитель початкових класів. Колектив залишався незмінним довгий час, а очолює його з 1972 року по 1974 рік — Лук'янчук В. Г., 1974—1980 рр. — Яворський О. В.
У 1978 році в рік 30-річчя Перемоги над німецько-фашистськими загарбниками закладено Парк Слави на місці, де була братська могила, на честь 106 воїнів-односельчан, які не повернулися з війни.
У 1980—2002 рр. директором Степівської загальноосвітньої школи була Ліщук Лідія Іванівна.
У 2002 році директором Степівського НВО стала Коробко Тетяна Іванівна, яка працює і по даний час.
За існування школи професію педагога здобули більше 70 випускників, які живуть і навчають в різних куточках України та за її межами. Зараз 15 випускників Степівської школи навчають підростаюче покоління в стінах рідної школи: Коробко Т. І., Ульянова Л. А., Бевза А. В., Моторний М. І., Кучерява В. М., Клибанська О. Л., Ткачук Н. С., Гарник О. В., Коваль Л. В., Мельник Л.А, Загородня Т. П., Кучерява Л. П., Рабенко В. А., Бігун О. В., Олійник О. П.

## Галерея

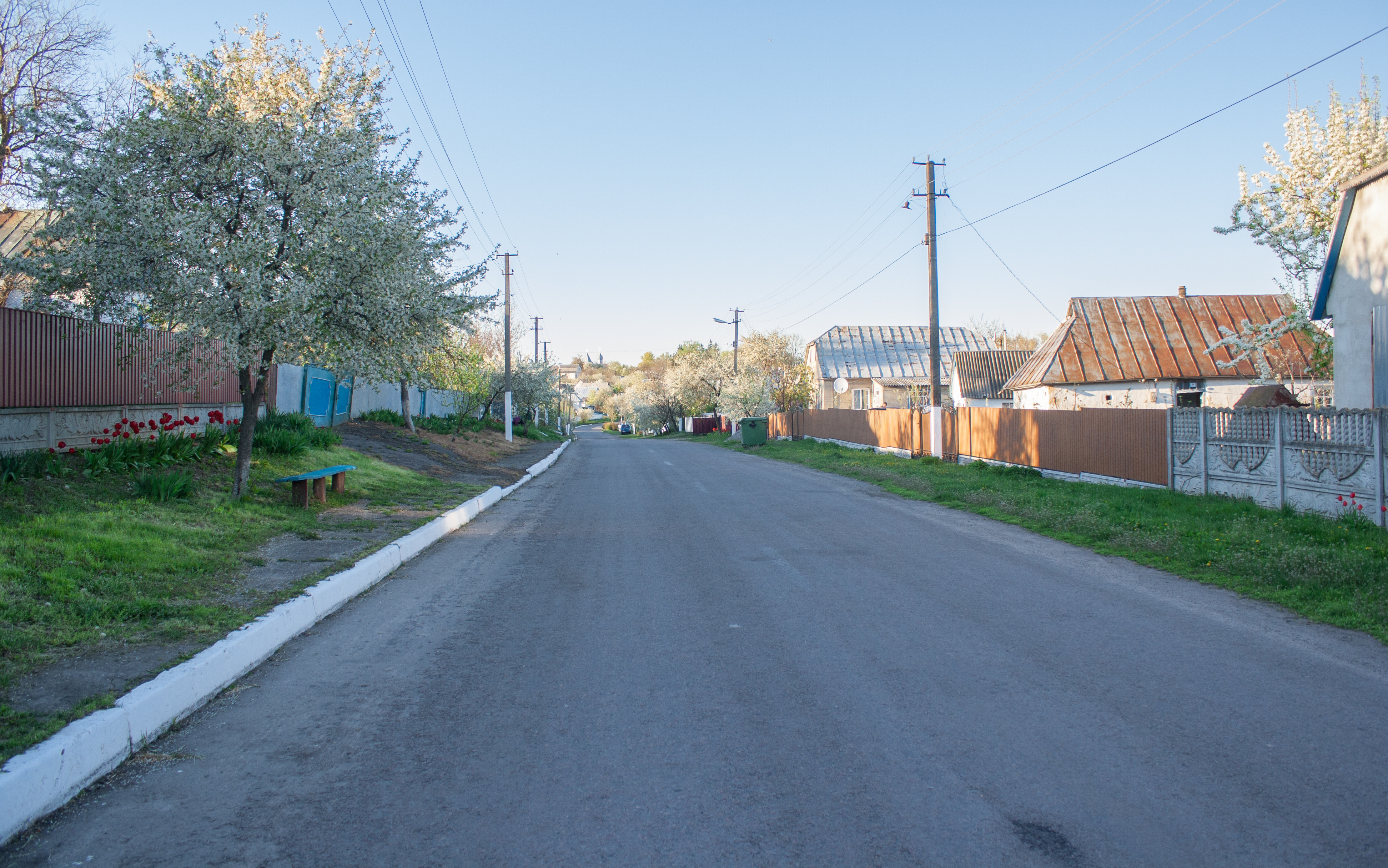
Вулиця Центральна
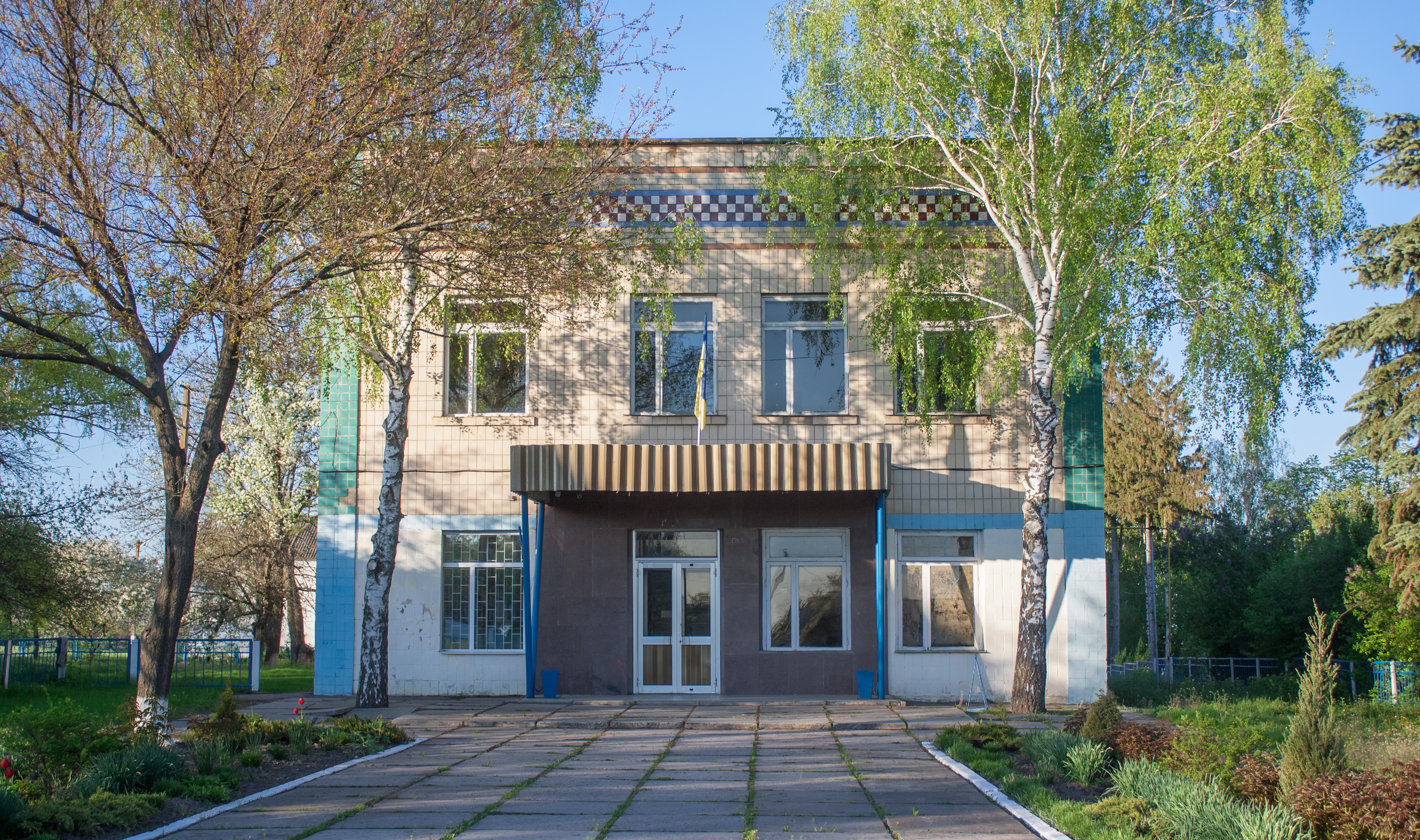
Сільська рада
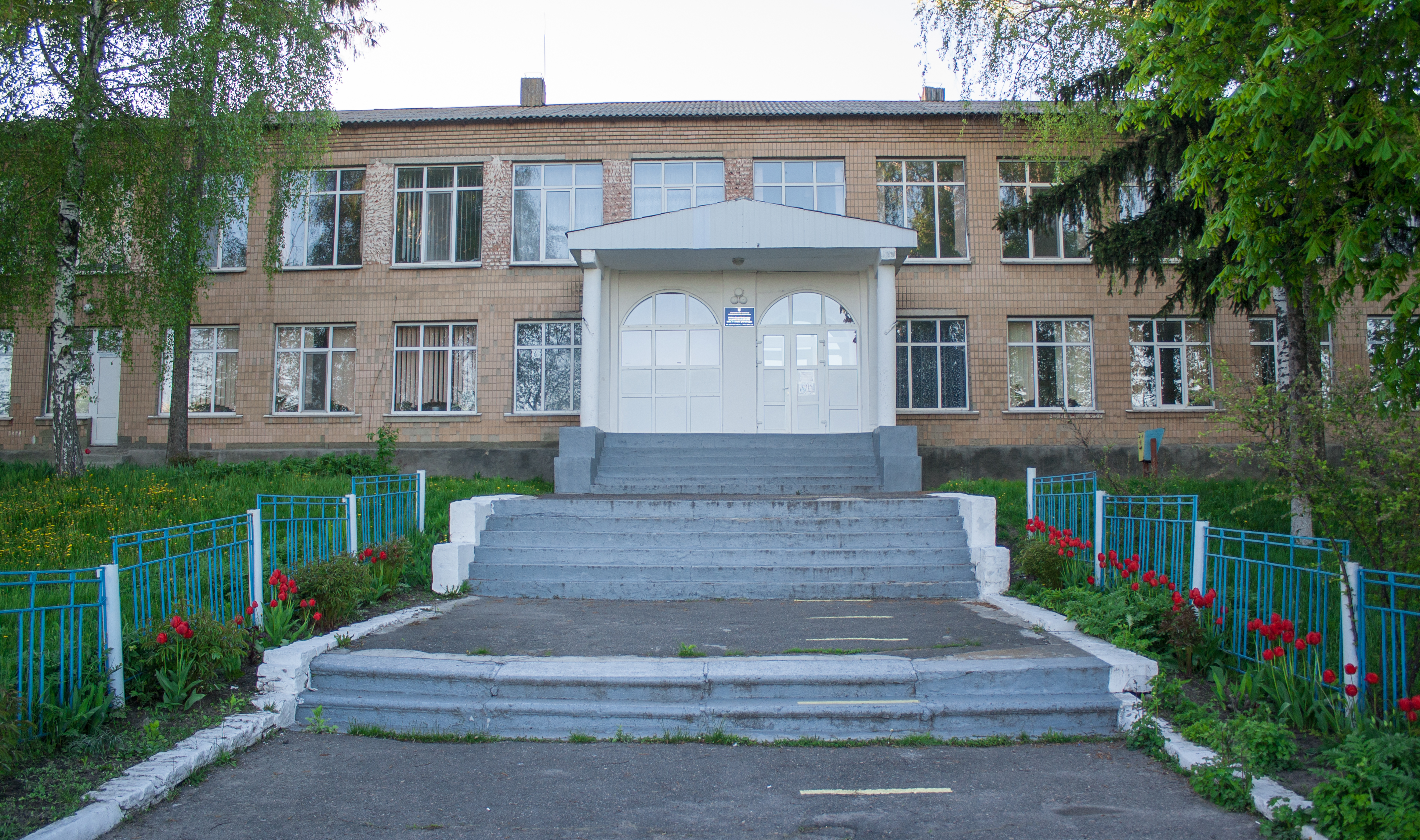
Школа
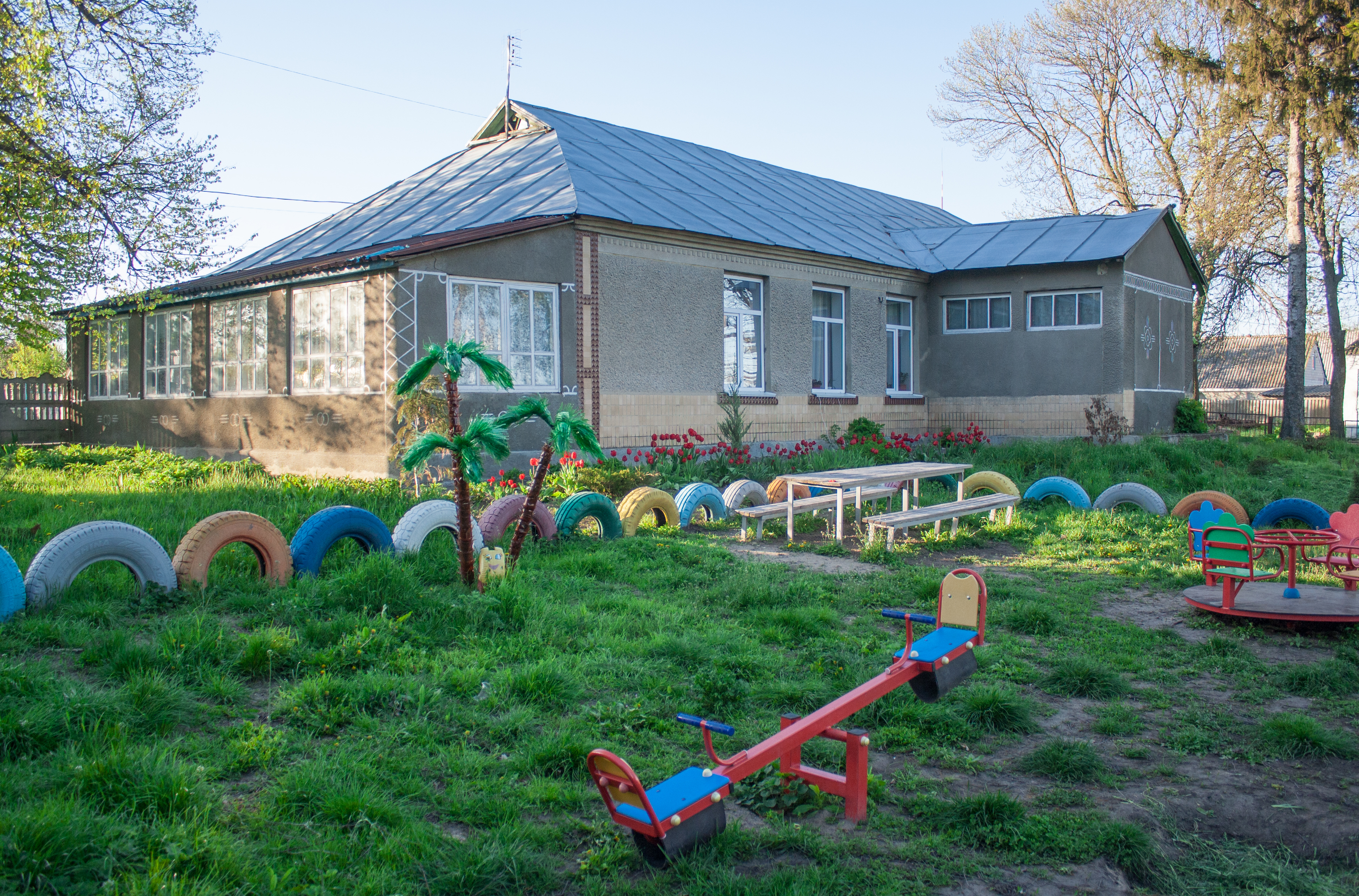
Дитсадок
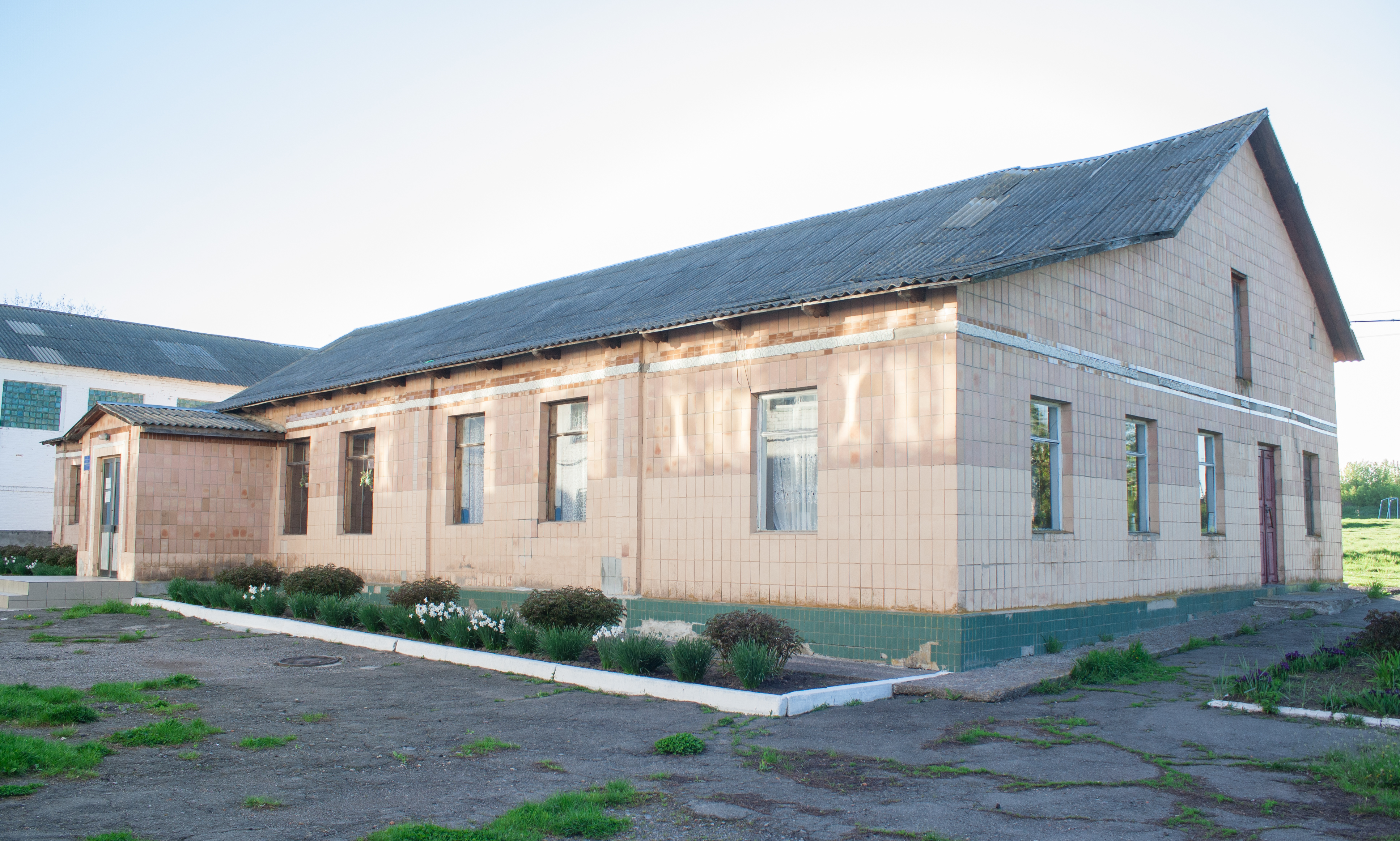
Будинок культури
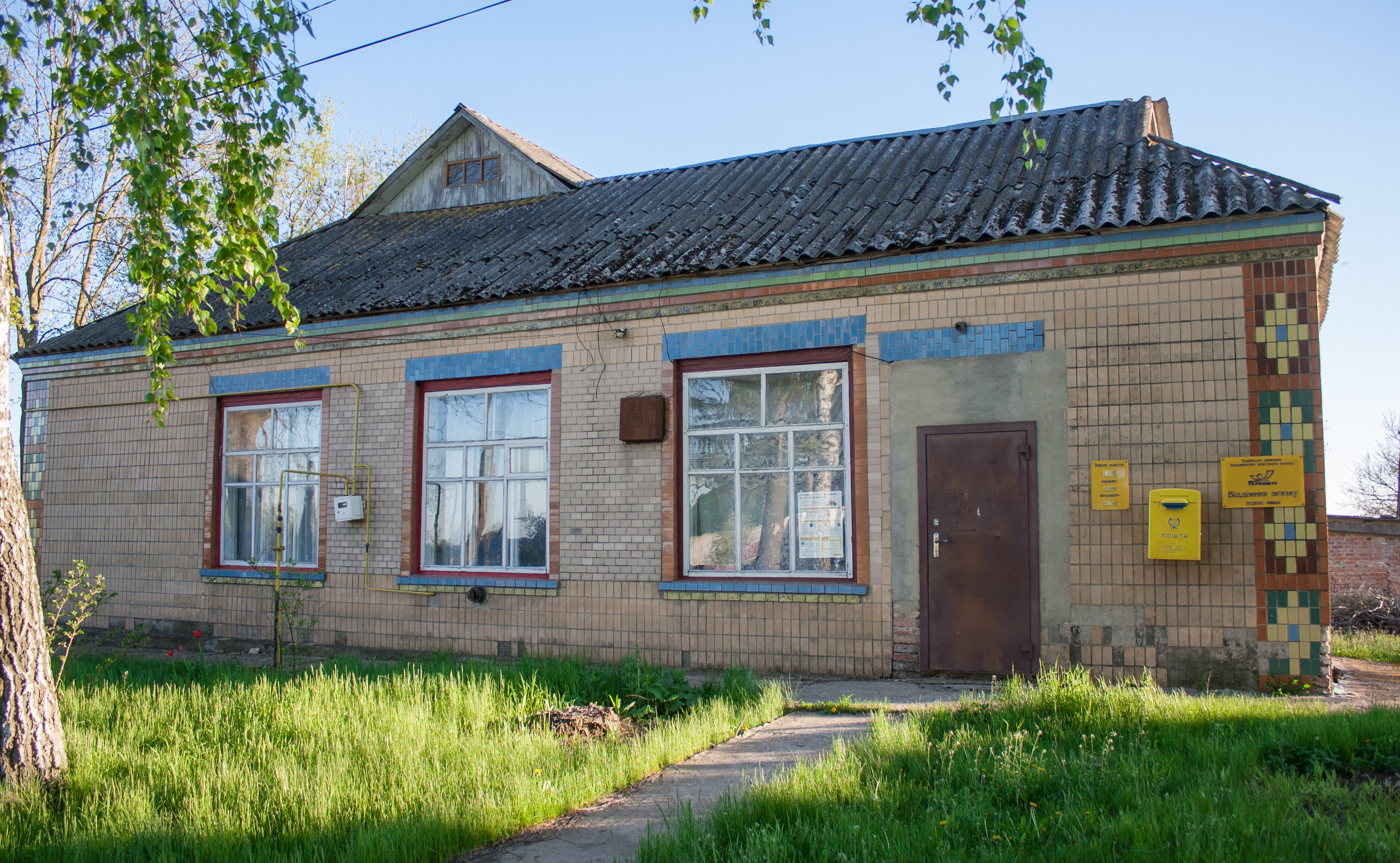
Пошта
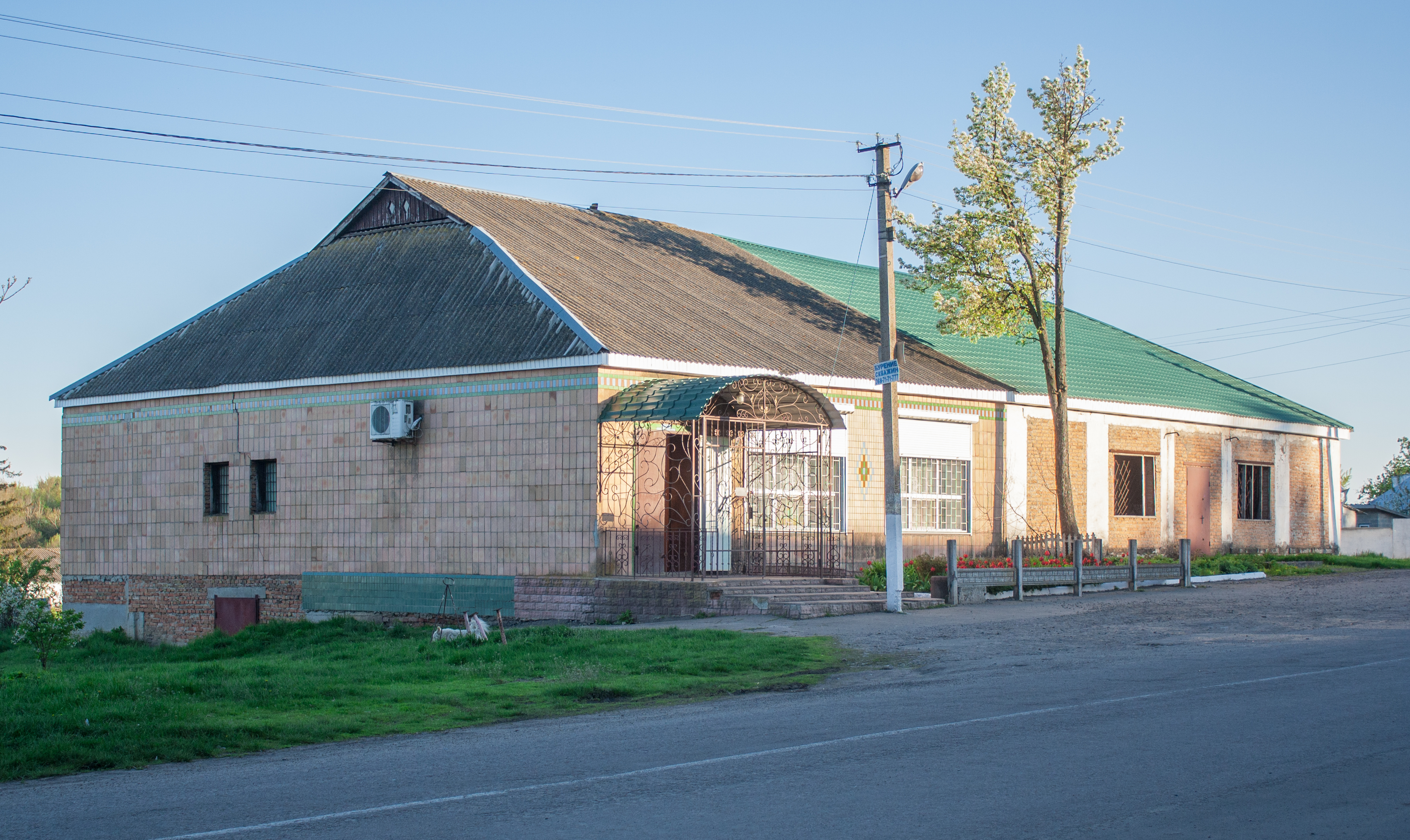
Магазин
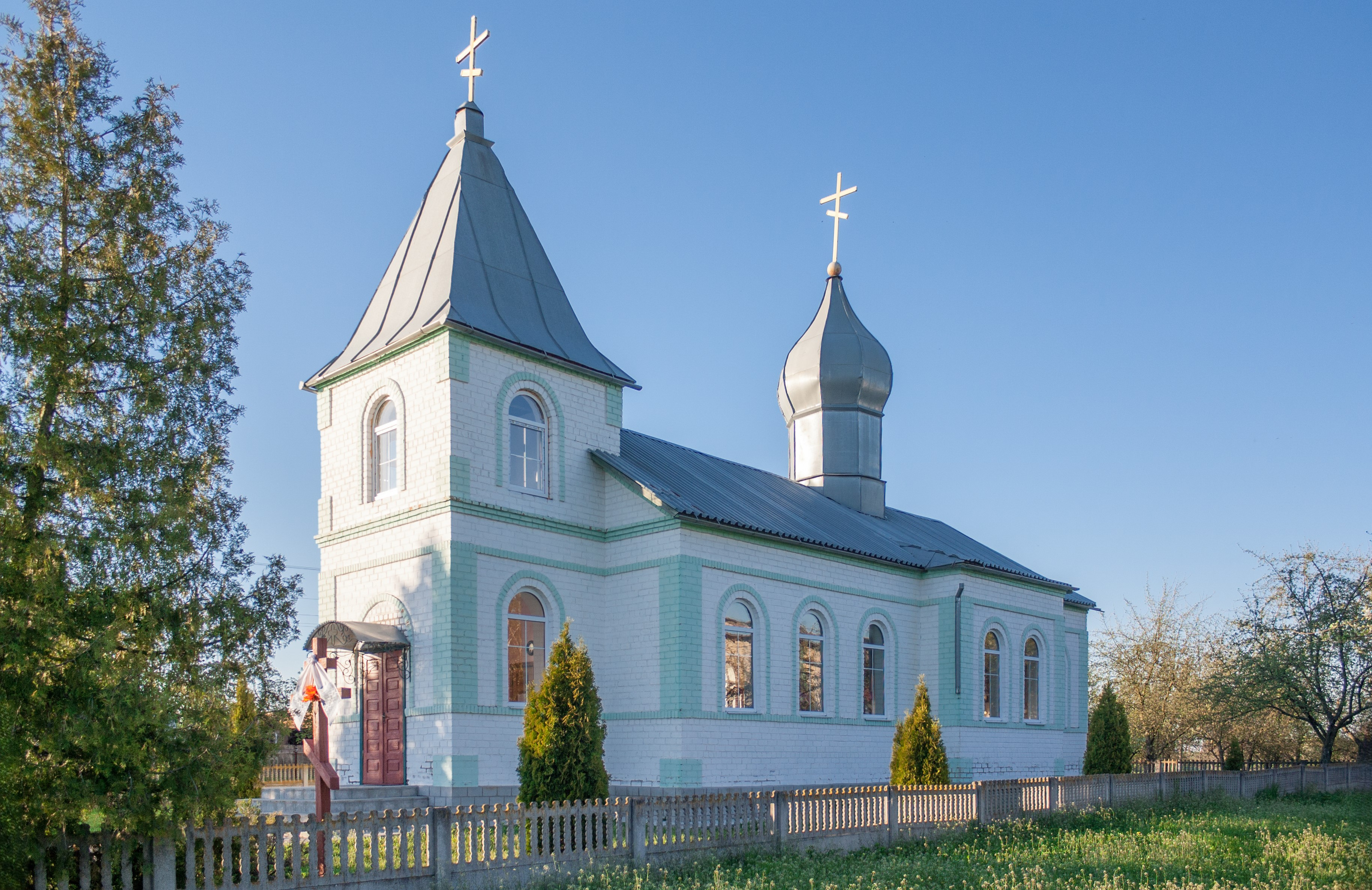
Церква
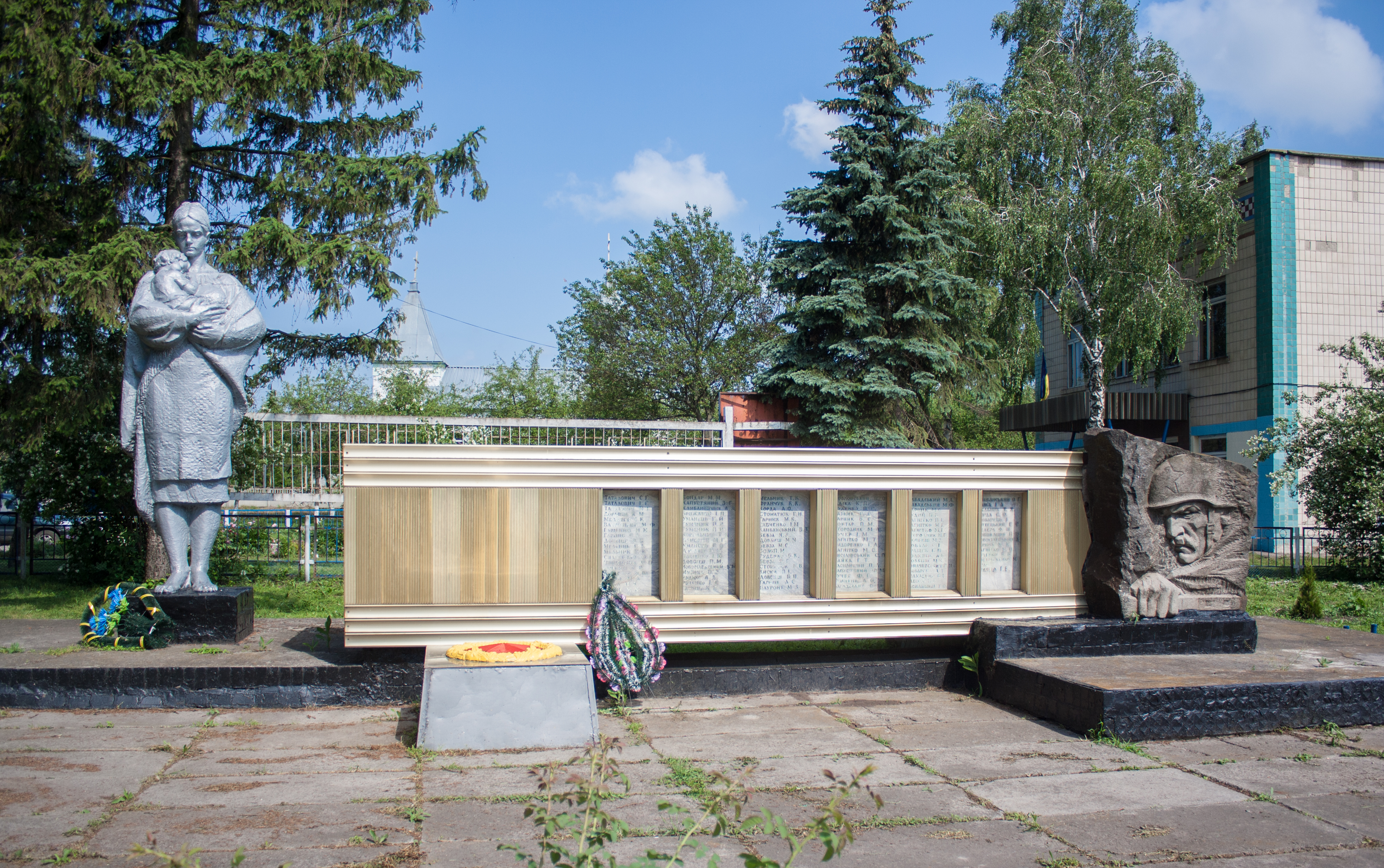
Пам'ятник воїнам-односельцям
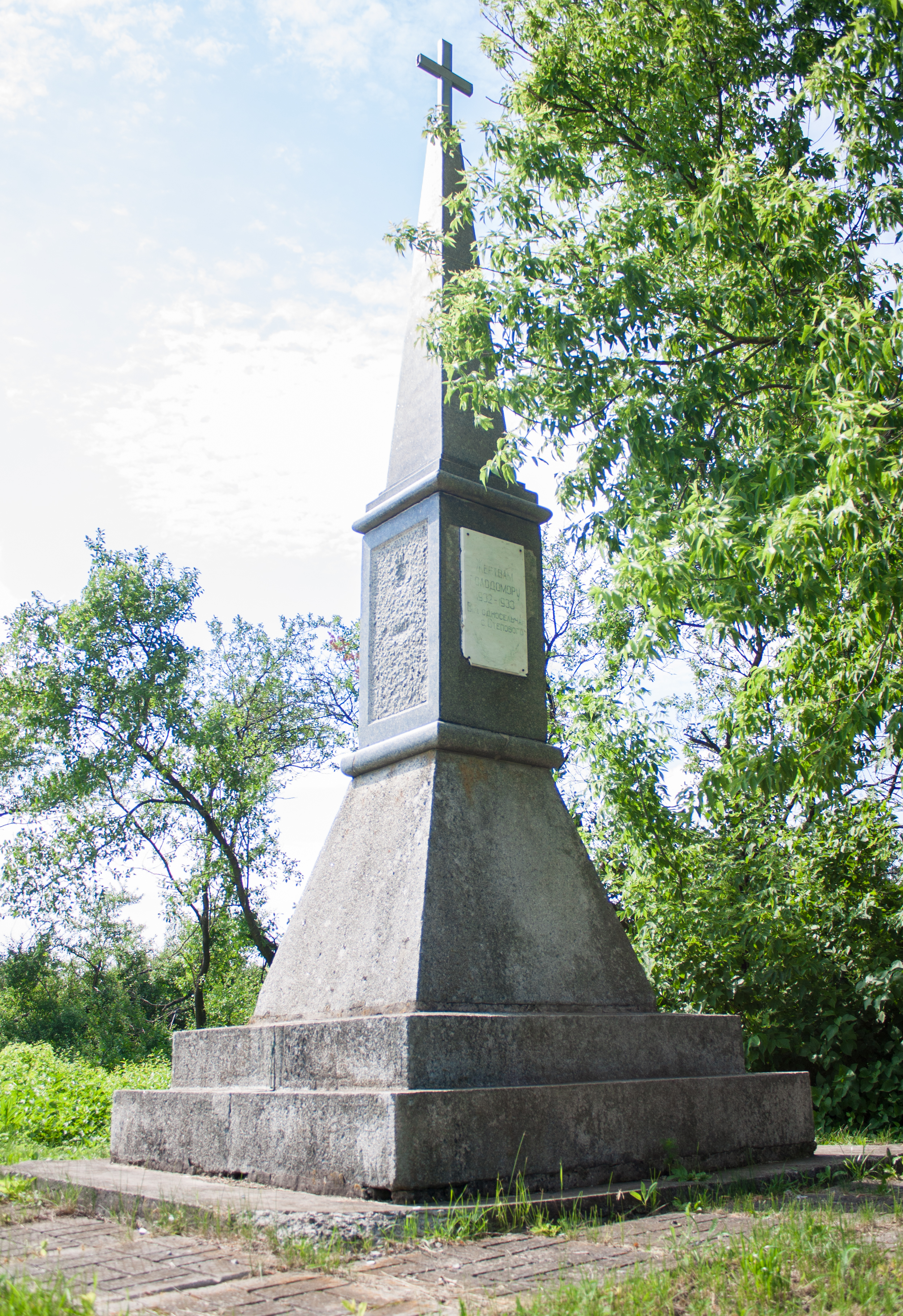
Пам'ятний знак жертвам Голодомору